# Attessia TV
 (octobre 2015).
Si vous disposez d'ouvrages ou d'articles de référence ou si vous connaissez des sites web de qualité traitant du thème abordé ici, merci de compléter l'article en donnant les références utiles à sa vérifiabilité et en les liant à la section « Notes et références ».
Attessia TV (arabe : التاسعة تي في) est une chaîne de télévision généraliste privée tunisienne fondée par le journaliste Moez Ben Gharbia associé à des hommes d'affaires comme Ridha Charfeddine,. Elle propose des émissions de variétés, des talk-shows, des séries et des émissions de sport.
La nouvelle chaîne acquiert en 2015 les droits de retransmission de deux rencontres de chaque journée du championnat tunisien de football anciennement détenus par Hannibal TV.

## Émissions et séries télévisées
- 100 façons
- 11393 (deux saisons)
- 7 Sbeya
- 999
- Abdelli Showtime
- Aïcha
- Al Rais
- Ali Chouerreb
- Alo Jedda
- Ambulance
- Andi Mankolek
- Attessia Foot
- Attessia Masaan
- Baad El Match
- Baniola
- Battle Chef
- Bolice (trois saisons)
- Chef Jaafour (deux saisons)
- Chich Bich
- Chkoun Enta
- Dhayf Attessia
- Dima Labes
- Edhak Maana
- Ellamma
- Elmask
- Ettayara
- Festivals
- Flashback (deux saisons)
- Hadath Hetha Al Yaoum
- Hanene Eleuch Kids Dream
- Harek Tanjra
- Herba
- Hiwar Khass
- Hkeyet Ghram
- Houna Al An
- Houna Tounes
- Howa w Hia
- L'Émission
- L'équipe
- L'eria
- L'eria (Le loft)
- Labes
- Lilet Echak
- Martek Sannefa
- Materna Show
- Migalo Show
- News
- Nouba
- RDV9
- Sghar Attessia (deux saisons)
- Tendance +
- Tymoo TV
- Quoi d'9
- Yassin
- Yed Wahda